# Gate 21
|  | Sammenskrivningsforslag Artiklen Miljøvidenparken er foreslået føjet ind i Gate 21. (Siden september 2021) Diskutér forslaget |

Gate 21 er et non-profit partnerskab mellem regioner, kommuner, virksomheder og vidensinstitutioner, der arbejder sammen på tværs for at skabe grøn omstilling og vækst i Region Sjælland, Region Hovedstaden og Region Skåne – eller Greater Copenhagen, som metropolen kaldes.
Gate 21 blev etableret i 2009 og har hjemsted i Albertslund på baggrund af Miljøvidenparken der blev etableret i 2007. Foreningen ledes af en bestyrelse på 15 medlemmer, der repræsenterer regioner, kommuner, vidensinstitutioner og virksomheder i partnerkredsen.
Foreningen bruger regionernes og kommunernes efterspørgsel til sammen med vidensinstitutionerne og virksomhederne at udvikle, demonstrere og udbrede nye ressourceeffektive løsninger på klima- og energiområdet.
Foreningen er certificeret guldklyngeorganisation af The European Cluster Excellence Initiative (ECEI).

## Ekstern henvisning
- Gate 21's hjemmeside
- State of Green

55°39′21″N 12°20′56″Ø / 55.655914°N 12.348942°Ø